# Antihepialus
Antihepialus is een geslacht van vlinders van de familie wortelboorders (Hepialidae).

## Soorten
- A. antarcticus (Wallengren, 1860)
- A. capeneri Janse, 1948
- A. keniae (Holland, 1892)
- A. tanganyicus (Rebel, 1914)
- A. vansoni (Janse, 1942)